# Hyundai H-100
Hyundai H-100 — микроавтобус/фургон корейской компании Hyundai широкого спектра применения (благодаря многообразию предлагаемых заводом модификаций). Для азиатского рынка автомобиль называется Hyundai Grace.

## История

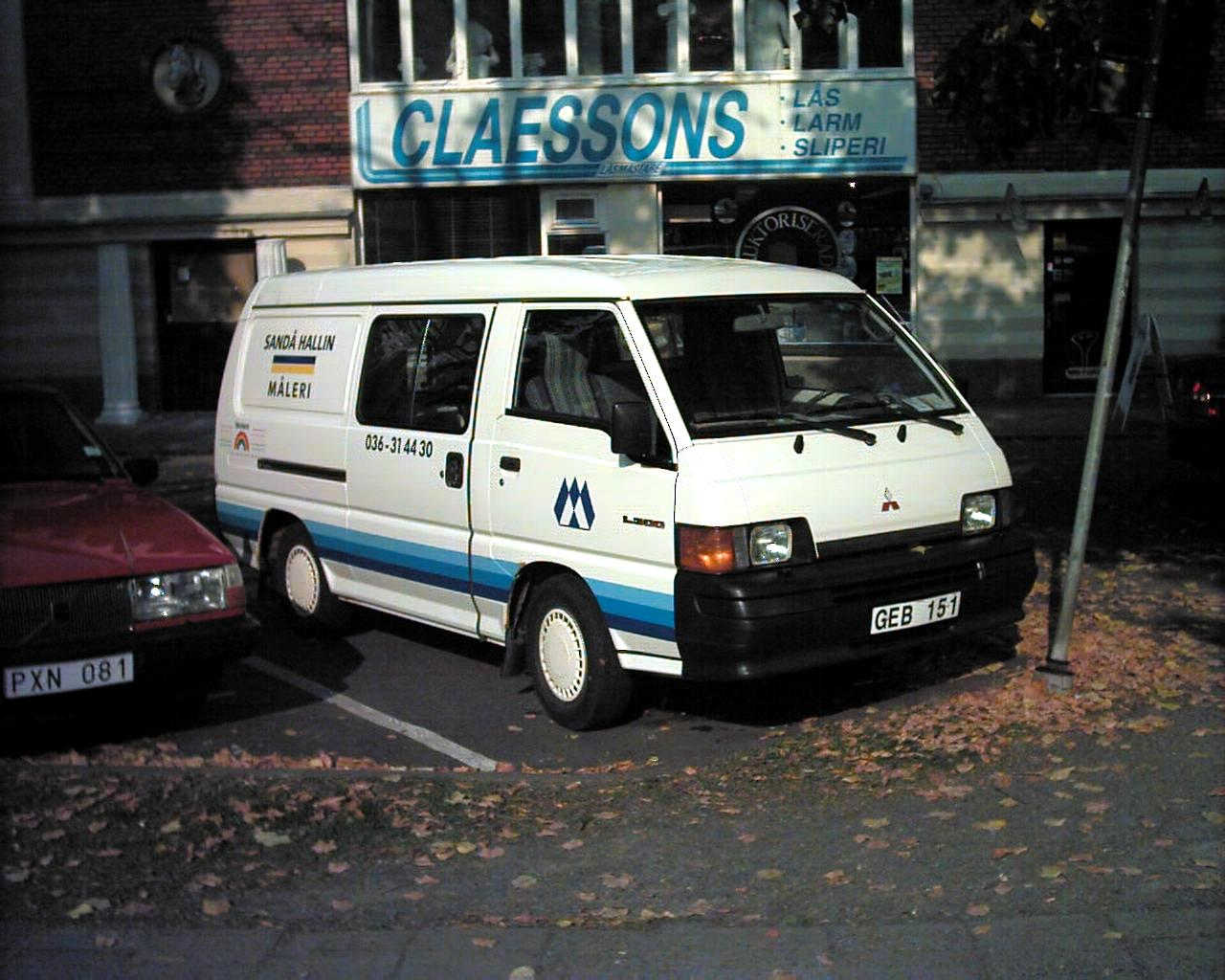
Mitsubishi L300

Первое поколение H-100 появилось в 1987 году с приобретением компанией Hyundai Motor CO у Mitsubishi Motors лицензии на выпуск Mitsubishi Delica/L300. Схожесть дизеля Hyundai Grace с «предком» от Mitsubishi состоит в топливной аппаратуре распределительного типа, ременном приводе газораспределительного механизма с двумя балансирными валами, вращаемыми зубчатым ремнем.
Производство второго поколения H-100 началось в марте 1993 года. В период с 1996 по 2004 год автомобили Hyundai H-1 и Hyundai H-100 выпускались одновременно, так как оба пользовались устойчивым спросом. Выпуск продолжался до 2004 года, когда H-100 полностью был заменен на Hyundai H-1 (в гамме модификаций последнего появилась даже 15-местная версия).

## Кузов
Как это свойственно для корейских производителей, микроавтобус H100/Porter/Grace имеет большое число модификаций. К базовым относятся: — грузовые и грузопассажирские Van (SWB) и Van (LWB) — пассажирские Van Minibus (Wagon — SWB) и Van Minibus (Wagon — LWB).
SWB (Standart Wheel Base) означает стандартный размер колёсной базы, а LWB (Long Wheel Base) — удлинённый. К плюсам грузовых модификаций можно отнести достаточно большую грузоподъемность и объём грузового пространства, широкие и удобные боковые двери.
Существует несколько кузовов: на двух вариантах колесных баз, короткой и длинной (появилась в 1993 году, по заводской терминологии именуется TOUR), есть, 9- и 12-местные пассажирские вэны, а также 3- и 6-местные грузовые фургоны, причем последние могут быть как с остеклением багажного отсека, так и с глухим багажным отделением. Кузов Hyundai H-100 подвергался рестайлингу 2 раза: первый раз в 1993 году, тогда автомобиль подвергся значительным переработкам, второй фейслифтинг имел место в 1996 году — тогда изменились фары, фонари, зеркала и некоторые кузовные элементы, устанавливаемые на Hyundai H-100.

## Интерьер
Легковые версии автомобилей Hyundai H-100 имеют простой и добротный салон, который по уровню комфорта, конечно, не дотягивает до уровня семейного или представительского автомобиля, поскольку создавался для коммерческих перевозок людей, но вполне удовлетворяет всем требованиям, предъявляемым к салону развозного автомобиля-трудяги. Рабочее место водителя удобно, функционально и без излишеств. В простых, особенно грузовых, версиях в погоне за экономией H-100 могут быть лишены кондиционера и даже электрических стеклоподъёмников. Пассажирские версии Grace, напротив, оснащены, как правило, неплохо: гидроусилитель, кондиционер, электропакет.

## Двигатель
Линейка двигателей Hyundai H-100 состоит из двух бензиновых и трёх дизельных двигателей.

### Бензиновый двигатель
Первый бензиновый — рядная четверка объёмом 2,4 литра, имеющая по 2 клапана на цилиндр и один распредвал, её мощность около 110 л. с. Этот двигатель может иметь распределённый впрыск (на всех автомобилях после 1994 года), либо карбюратор (встречается на автомобилях выпуска начала 90-х годов). Второй бензиновый при объёме 2,4 литра имеет 2 распредвала, 16 клапанов и выдает около 150 л. с.

### Дизельные двигатели
Первый (D4BA)— атмосферный, с рабочим 2476 см³ (2,5 литра), мощностью 78 л. с. - рядный четырёхцилиндровый, с верхним расположением распределительного вала. Блок цилиндров D4BA выполнен из чугуна, головка блока - из алюминиевого сплава. В блок цилиндров запрессованы "сухие" гильзы.
Второй (D4BF) - тот же мотор, оснащенный турбонаддувом, благодаря чему его мощность составляет около 80 л. с.
Третий, атмосферный дизель объёмом 2,6 литра, его мощность около 60 л. с. (этот двигатель предлагался только для внутреннего рынка Кореи). Все двигатели, устанавливаемые на Hyundai H-100, имеют балансировочные валы.

## Подвеска, тормозная система, рулевое управление

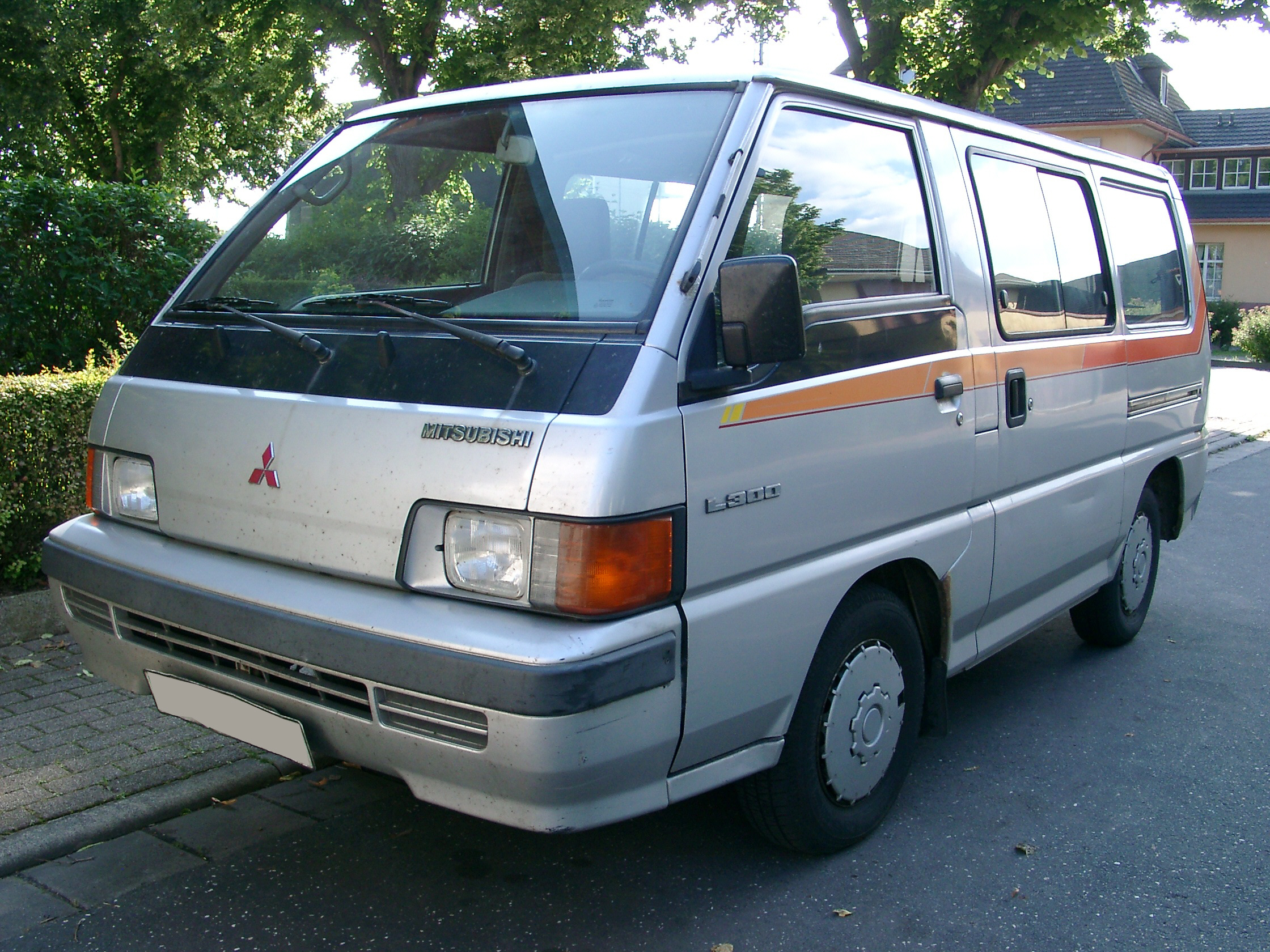
Mitsubishi L300

Подвесочный «минимализм» в виде легковой передней системы и простой традиционной цельной задней балки на рессорах — Hyundai H-100 на пользу, комфорт микроавтобусу такая подвеска обеспечивает вполне достаточный. Передняя подвеска независимая, на двойных поперечных рычагах с амортизаторами и торсионами. Спереди Hyundai H-100 имеет стабилизатор поперечной устойчивости, задний стабилизатор устанавливается опционально. Задняя подвеска — рессорная с неразъемным мостом. Швы, стыки, асфальтовые заплатки форсирует без передачи вибраций в салон. Рулевое управление — реечного типа, гидроусилителем оснащается опционально. Тормозная система гидравлическая. Передняя — дисковая, задняя — барабанная.

## Трансмиссия
Hyundai H-100 комплектуется как механической 5-ступенчатой коробкой, так и автоматической 4-ступенчатой (3 ступени + OVERDRIVE) коробкой переключения передач. В заднем мосту Hyundai H-100 может быть установлен самоблокирующийся дифференциал (LSD), который при пробуксовке перекидывает крутящий момент с буксующего колеса на колесо, находящееся в большем контакте с грунтом (встречается довольно редко).